# Bob Harris
Robert Anderson "Bob" Harris (Linden, Tennessee, 16 de marzo de 1927 -Tupelo, Misisipi, 10 de abril de 1977)  fue un jugador de baloncesto estadounidense que disputó 5 temporadas en la NBA. Con 2,01 metros de estatura, jugaba en la posición de ala-pívot.

## Trayectoria deportiva

### Universidad
Jugó durante cuatro temporadas con los Cowboys de la Universidad de Oklahoma State. En su último año como universitario fue incluido en el segundo quinteto All-American.

### Profesional
Fue elegido en la tercera posición del Draft de la BAA de 1949 por Fort Wayne Pistons, donde, tras una primera temporada en la que promedió 7,7 puntos y 2,1 asistencias por partido, mediada la temporada siguiente fue traspasado a Boston Celtics a cambio de Dick Mehen. En su primera temporada con la camiseta verde de los Celtics se convirtió en el máximo reboteador del equipo, con 8,0 capturas por noche, a las que añadió 7,8 puntos.
Jugó dos años más en Boston, antes de retirarse al finalizar la temporada 1953-54. En el total de su carrera promedió 6,8 puntos y 6,9 rebotes por encuentro.

## Estadísticas de su carrera en la NBA

### Temporada regular
| Temp.   | Edad | Equipo  | Liga | P   | TIT | MIN  | TC  | TCA | %TC  | 3P | 3PA | %3P | TL  | TLA | %TL  | R.OF. | R.DEF. | REB | ASIS | ROB | TAP | PER | FP  | PTS |
| 1949-50 | 22   | F.Wayne | NBA  | 62  |     |      | 2.7 | 7.5 | .361 |    |     |     | 2.3 | 3.6 | .628 |       |        |     | 2.1  |     |     |     | 3.1 | 7.7 |
| 1950-51 | 23   | TOTAL   | NBA  | 56  |     |      | 1.8 | 5.3 | .332 |    |     |     | 1.5 | 2.3 | .677 |       |        | 5.2 | 1.1  |     |     |     | 2.8 | 5.0 |
| 1950-51 | 23   | F.Wayne | NBA  |     |     |      |     |     |      |    |     |     |     |     |      |       |        |     |      |     |     |     |     |     |
| 1950-51 | 23   | Boston  | NBA  |     |     |      |     |     |      |    |     |     |     |     |      |       |        |     |      |     |     |     |     |     |
| 1951-52 | 24   | Boston  | NBA  | 66  |     | 28.8 | 2.9 | 7.0 | .410 |    |     |     | 2.0 | 3.2 | .641 |       |        | 8.0 | 1.8  |     |     |     | 2.9 | 7.8 |
| 1952-53 | 25   | Boston  | NBA  | 70  |     | 28.2 | 2.7 | 6.6 | .418 |    |     |     | 1.9 | 3.2 | .588 |       |        | 6.9 | 1.4  |     |     |     | 3.4 | 7.4 |
| 1953-54 | 26   | Boston  | NBA  | 71  |     | 26.7 | 2.2 | 5.8 | .381 |    |     |     | 1.5 | 2.4 | .628 |       |        | 7.3 | 1.3  |     |     |     | 3.2 | 5.9 |
| Total   |      |         | NBA  | 325 |     | 27.9 | 2.5 | 6.4 | .385 |    |     |     | 1.8 | 2.9 | .628 |       |        | 6.9 | 1.5  |     |     |     | 3.1 | 6.8 |

### Playoffs
| Temp.   | Edad | Equipo  | Liga | P  | MIN | TCA | TC  | 3PA | 3P | TLA | TL | R.OF. | REB | ASIS | ROB | TAP | PER | FP | PTS | %TC  | %3P | %FT   | MIN  | PTS | REB | AST |
| 1949-50 | 22   | F.Wayne | NBA  | 4  |     | 9   | 32  |     |    | 12  | 20 |       |     | 11   |     |     |     | 15 | 30  | .281 |     | .600  |      | 7.5 |     | 2.8 |
| 1950-51 | 23   | Boston  | NBA  | 2  |     | 1   | 10  |     |    | 5   | 7  |       | 4   | 2    |     |     |     | 4  | 7   | .100 |     | .714  |      | 3.5 | 2.0 | 1.0 |
| 1951-52 | 24   | Boston  | NBA  | 3  | 87  | 9   | 21  |     |    | 5   | 5  |       | 25  | 4    |     |     |     | 16 | 23  | .429 |     | 1.000 | 29.0 | 7.7 | 8.3 | 1.3 |
| 1952-53 | 25   | Boston  | NBA  | 6  | 193 | 16  | 35  |     |    | 18  | 24 |       | 56  | 12   |     |     |     | 28 | 50  | .457 |     | .750  | 32.2 | 8.3 | 9.3 | 2.0 |
| 1953-54 | 26   | Boston  | NBA  | 6  | 150 | 16  | 25  |     |    | 16  | 23 |       | 35  | 3    |     |     |     | 25 | 48  | .640 |     | .696  | 25.0 | 8.0 | 5.8 | 0.5 |
| Total   |      |         | NBA  | 21 | 430 | 51  | 123 |     |    | 56  | 79 |       | 120 | 32   |     |     |     | 88 | 158 | .415 |     | .709  | 28.7 | 7.5 | 7.1 | 1.5 |